# انل روسیه
انل روسیه (انگلیسی: Enel Russia) شرکت برق روس است، که در سال ۲۰۰۴ توسط شرکت انل تأسیس شد.